# الألعاب الجامعية الشتوية 2023
دورة الألعاب الجامعية الشتوية 2023 هو حدث رياضي شتوي جماعي متعدد الرياضات، يشرف عليه الاتحاد الدولي للألعاب الجامعية (FISU)، من المقرر عقده في الفترة من 12 إلى 22 يناير 2023 في ليك بلاسيد، نيويورك، الولايات المتحدة. ستكون هذه هي النسخة الأولى التي يتم تصنيفها ضمن «ألعاب الجامعات العالمية».

## الرياضات
| * | تشير الأرقام الموجودة بين قوسين إلى عدد الفعاليات التي تتضمن ميداليات متنازع عليها في كل رياضة. |

- التزلج على المنحدرات الثلجية (9) (تفاصيل)
- بياثلون (9) (تفاصيل)
- تزلج ريفي (11) (تفاصيل)
- كيرلنغ (2) (تفاصيل)
- تزلج فني على الجليد (3) (تفاصيل)
- تزلج حر (6) (تفاصيل)
- هوكي الجليد (2) (تفاصيل)
- التزلج النوردي المزدوج (3) (تفاصيل)
- التزلج على مسار قصير (9) (تفاصيل)
- قفز تزلجي (5) (تفاصيل)
- تزلج على الثلوج (10) (تفاصيل)
- تزلج سريع (15) (تفاصيل)